# Раффаеле Романеллі
Раффаеле Романеллі (італ. Raffaele Romanelli; 18 вересня 1942 року, Флоренція, Італія) — італійський історик та професор університету, який вивчає сучасну історію та соціо-політичну історію інституцій.

## Біографія
Раффаеле Романеллі народився 18 вересня 1942 року у Флоренції. У 1966 році закінчив політологію в Римському університеті ла Сап'єнца. З 1967 по 1993 рік обіймав посади асистента або професора в різних італійських університетах, включаючи Тренто, Мачерату та Пізу. У 1978 році був стипендіатом Фонду імені Луїджі Ейнауді в Турині. З 1993 по 2002 рік він був професором Інституту Європейського університету у Флоренції, а з 1994 по 2002 рік — професором новітньої історії в Мессінському університеті. З 2002 по 2012 рік — повний професор ла Сап'єнца.
У 1999—2003 роках він був президентом Італійського товариства з вивчення сучасної історії (SISSCO), членом-засновником якого він є. Понад двадцять років був у редакції журналу «Quaderni Storici» (укр. Історичні зошити).
З 2010 року він є науковим керівником Біографічного словника італійців під редакцією Інституту італійської енциклопедії; на цій посаді він просував програму розширення онлайн-розділу Біографічного словника.
Він є батьком письменниці Євгенії Романеллі.

## Публікації
- L'Italia liberale (1861—1900), Bologna, Il Mulino, 1979
- Il comando impossibile. Stato e società nell'Italia liberale, Bologna, Il Mulino, 1988
- Sulle carte interminate. Un ceto di impiegati tra privato e pubblico. I segretari comunali in Italia, 1860—1915, Bologna, Il Mulino, 1989
- Storia dello stato italiano dall'Unità ad oggi, Roma, Donzelli, 1995
- Magistrati e potere nell'Europa moderna, Bologna, Il Mulino, 1997
- How did they become voters? The history of franchise in modern European representation, The Hague-London-Boston, Kluwer Law International, 1998
- Duplo movimento. Ensaios de História, Livros Horizonte, Lisboa, 2008
- Importare la democrazia. Sulla costituzione liberale italiana, Rubbettino, Soveria Mannelli, 2009
- Ottocento. Lezioni di storia contemporanea, voI. 1, Bologna, il Mulino, 2011
- Novecento. Lezioni di storia contemporanea, vol. 2, Bologna, il Mulino, 2014

## Виноски
1. 1 2 3  Bibliothèque nationale de France BNF: платформа відкритих даних — 2011.
2. ↑  Deutsche Nationalbibliothek Record #140296670 // Gemeinsame Normdatei — 2012—2016.
3. ↑  OPAC SBN
4. ↑  CONOR.Sl
5. ↑  Annali della Fondazione Luigi Einaudi, vol. XII, 1978, pp. 28.